# Maria Dolors Sabater i Puig
Maria Dolors Sabater i Puig   (Badalona, 6 d'octubre de 1960) és una professora i activista social i cultural catalana, alcaldessa de Badalona entre el 13 de juny de 2015 i el 20 de juny de 2018. Va ser la segona en la història de Badalona, després de Maite Arqué. Va ser la candidata de la Candidatura d'Unitat Popular - Un nou cicle per guanyar a les eleccions al Parlament de Catalunya de 2021.
Sense experiència política prèvia, va encapçalar durant les eleccions de 2015 la candidatura ciutadana Guanyem Badalona en Comú (GBeC), que va ser la segona força del consistori, i que gràcies al vot de les forces d'esquerra, i un vot de CDC, va aconseguir esdevenir alcaldessa. Entre les seves atribucions, a banda de l'alcaldia, va conservar els àmbits de seguretat, descentralització, joventut i dona, a més d'esdevenir regidora del districte 4, format pels barris de Llefià i La Salut. Els eixos del seu govern foren, per una banda, donar resposta a la situació d'emergència social de la ciutat, per garantir els serveis bàsics a les famílies més vulnerables, i, d'altra banda, fomentar la participació ciutadana i una forma de govern més transparent, juntament amb la col·laboració de les entitats socials badalonines. El juny de 2018 va perdre l'alcaldia a causa d'una moció de censura presentada pel Partit dels Socialistes, que va comptar amb el suport del Partit Popular i Ciutadans.

## Biografia

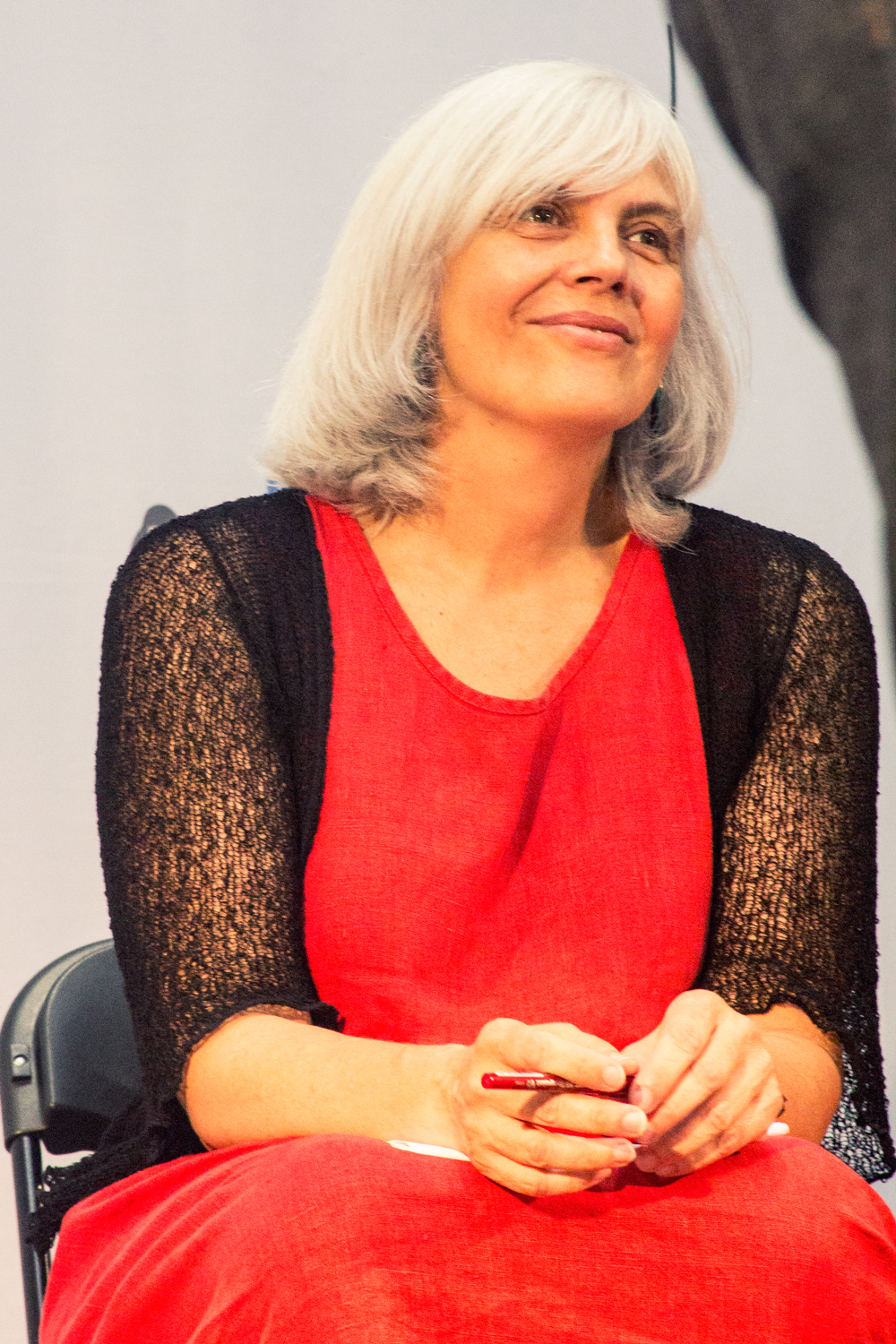
Sabater com a alcaldessa l'any 2015.

Veïna del barri del Manresà de Badalona. Està casada i és mare d'un noi i una noia. És llicenciada en Ciències de l'Educació, especialitzada en educació especial. La seva trajectòria professional va començar el 1976 a la desapareguda Escola Nolva. Fins a la seva presa de possessió com a alcaldessa, ha estat professora i cap del departament de ciències socials i pedagoga a l'Institut Júlia Minguell, al barri de Llefià.
Així mateix, té una llarga trajectòria en les lluites socials, l'activisme, l'associacionisme, el voluntariat i l'ecologisme. Als anys setanta va formar part del moviment pacifista, al Casal de la Pau de Barcelona, i antimilitarista del Moviment d'Objectors de Consciència, tot i que les dones no estaven obligades al servei militar. De fet, era de les poques noies que hi havia, i era coneguda com «la noia del camió de Badalona», perquè conduïa el camió d'empresa del seu pare, i els membres d'aquests moviments l'utilitzaven sempre que era necessari, per exemple a les primeres rues de Carnaval de Barcelona als anys vuitanta, i el guarnien com si fos un cotxe blindat llança míssils i carrossa pacifista.
Per qüestions familiars, a causa d'una minusvalidesa de naixement del seu germà gran, va combinar la seva vida laboral, familiar, i la social amb entitats i projectes, amb la dedicació de la cura del seu germà. El 2003, el seu germà petit també va quedar impedit a causa d'un íctus, i també se'n va fer càrrec. Per aquesta raó, la vida de Sabater es lligà especialment a l'activisme en defensa de les persones amb discapacitat, va trobar-se amb els impediments que patien aquests col·lectius des de la burocràcia i l'administració. Ha col·laborat amb l'Associació en pro de les persones amb discapacitat intel·lectual (Aspanin), de la qual el seu pare en fou dels fundadors. A més, és membre de la plataforma Badalona som tots i totes, de la comissió de Convivència de Llefià i de la Salut i de la plataforma Deixem de ser invisibles, entre d'altres.
Defensa també la independència de Catalunya. Va ser vicepresidenta d'Òmnium Cultural Barcelonès Nord, on s'encarregà dels projectes de cohesió, llengua i educació; abandonà el càrrec el 2015 per presentar-se a les eleccions locals.

### Eleccions municipals de 2015

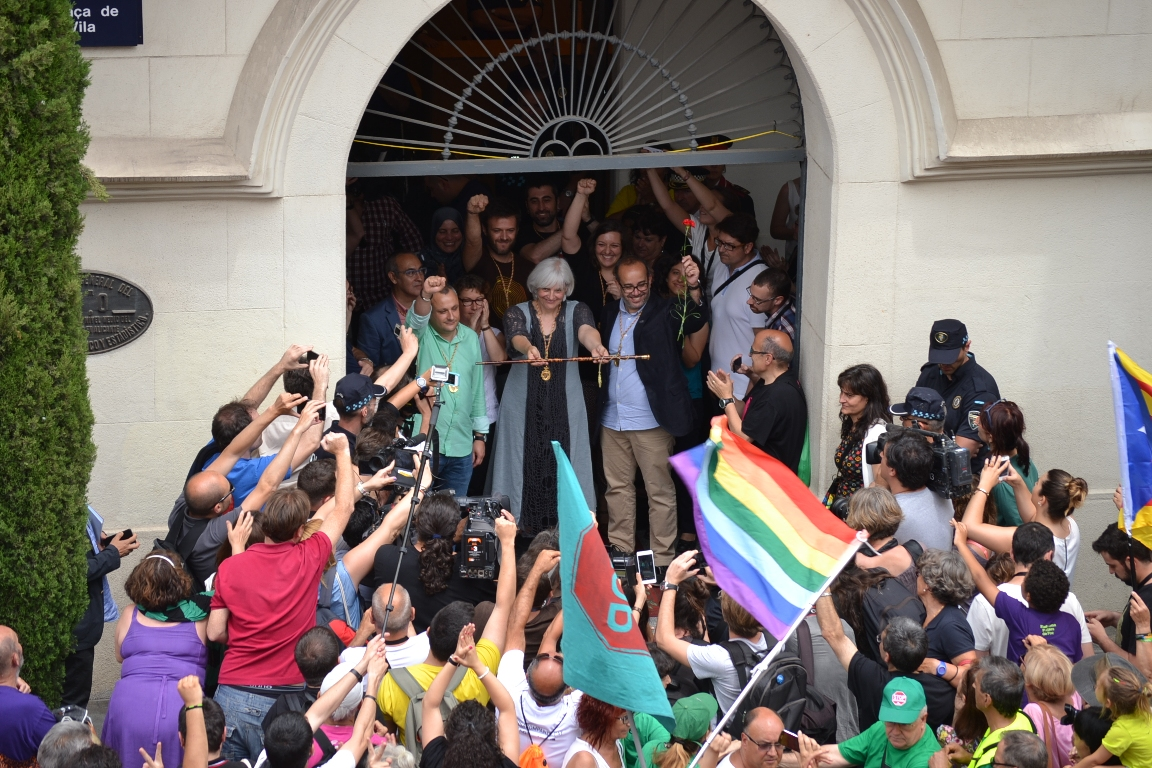
Dolors Sabater a la porta de l'ajuntament el 13 de juny de 2015, després de ser elegida alcadessa en el plenari.

Sense experiència política prèvia, va sortir escollida com cap de llista de les primàries de la formació Guanyem Badalona en Comú, el 20 de març de 2015, i es presentà a les eleccions municipals de 2015. La nova formació es va presentar a les eleccions com una «candidatura transversal», «alternativa i rupturista», així com de caràcter sobiranista; com a candidata va signar el manifest de compromís de l'Assemblea Nacional Catalana. En els comicis, Guanyem va obtenir cinc regidors, situant-se com a segona força política del consistori, per darrere del Partit Popular, que en va obtenir deu.
Després de dies de negociacions, Sabater va ser escollida alcaldessa en la sessió plenària de l'Ajuntament el 13 de juny, en substitució de Xavier Garcia Albiol, gràcies a un pacte entre les forces d'esquerra (PSC, ERC i ICV-EUiA), a més de comptar amb el vot a favor del candidat de CDC Ferran Falcó, mentre els partidaris de Garcia Albiol i els de Sabater seguien la constitució de l'ajuntament des de la plaça de la Vila, amb alguns moments de tensió. A més, també es va començar a negociar com seria el govern, principalment amb ERC i ICV-EUiA, però també amb el PSC i es comença a perfilar com serà el nou organigrama municipal. Davant les crítiques al seu vessant independentista, Sabater va afirmar que governaria per a tots els ciutadans i que «Badalona no té un govern independentista ni s'ha plantejat», perquè representa una formació on hi són presents persones de tota mena de pensaments, tant independentistes com federalistes.

### Alcaldia

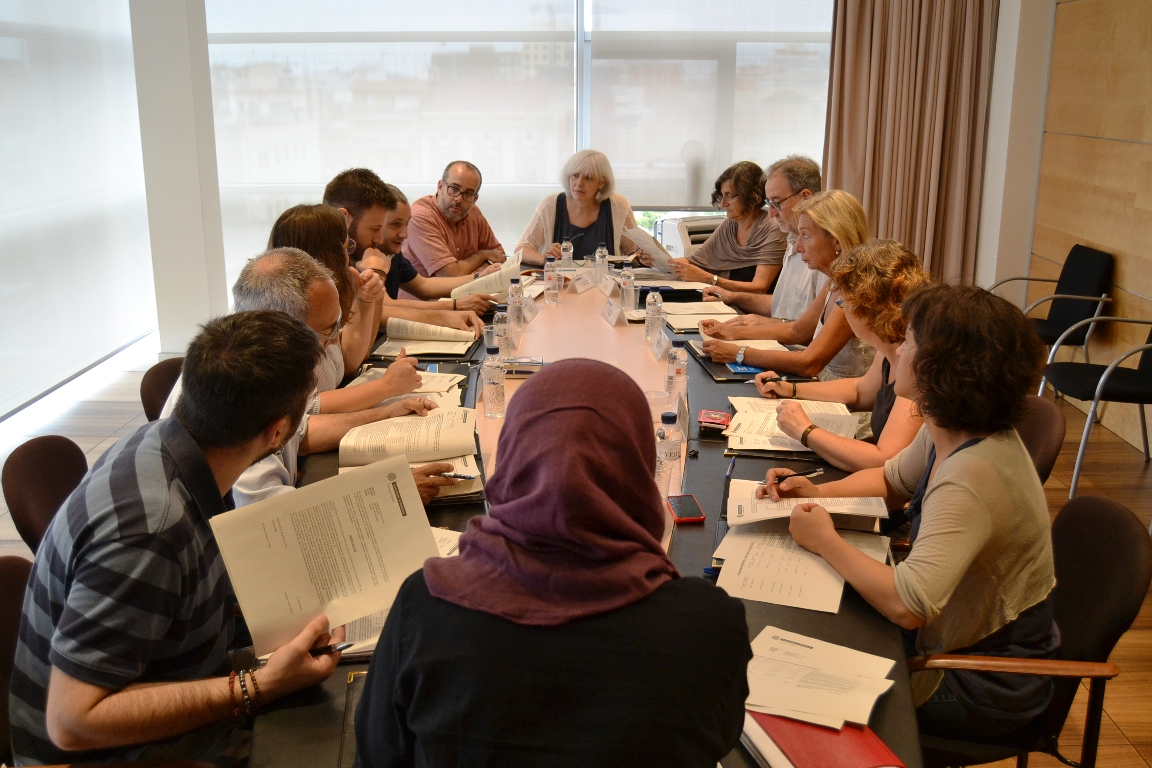
Primera reunió de Junta de Govern de Sabater, celebrada el 27 de juliol de 2015.

Sabater, finalment, forma govern, en minoria, únicament amb ERC i ICV-EUiA. Les negociacions amb el PSC no van arribar a bon port; el govern oferia als socialistes els àmbits de Serveis Socials, Salut, Educació i Cultura, entre d'altres, així com una regidoria de districte, però ho van refusar. Davant d'una nova proposta que els donava la possibilitat de tenir dues regidories de districte, va fer que els socialistes acceptessin la primera proposta, però el clima negatiu generat per un possible pacte entre PSC i PP va situar finalment els socialistes a l'oposició, però es van mostrar receptius a l'hora de negociar amb el govern. El govern va quedar dividit en cinc grans àrees, al capdavant de les quals hi ha els tinents d'alcalde: Oriol Lladó (ERC), Àlex Mañas (ICV-EUiA), Jose Téllez (GBeC), Laia Sabater (GBeC) i Francesc Ribot (ERC). Sabater, a banda de les funcions d'alcaldessa, va també assumir la regidoria del districte 4 (Llefià i La Salut), i atribucions en els àmbits de descentralització, de seguretat, de joventut i de la dona.
Entre els eixos programàtics del nou govern hi ha la resposta als problemes socials de Badalona, en resposta a això, elaborar un «pla d'emergència social», per garantir els serveis bàsics a les famílies més vulnerables i sense recursos, així com mesures per combatre l'atur i els desnonaments a la ciutat. A més, l'aposta per una participació ciutadana vinculant, amb la col·laboració de les entitats socials i veïnals, amb un govern que sigui totalment transparent. Ja abans de ser investida alcaldessa Sabater, Guanyem Badalona va proposar la creació d'un codi ètic de govern.
Pel que fa al cartipàs, el nou govern va proposar la reducció de salaris dels regidors entre un 15 i un 25%, i els càrrecs de confiança posant el límit, almenys, en 27, segons marca la llei. Al estar en minoria, l'oposició va imposar el seu criteri en alguns aspectes: van aprovar la reducció del sou de l'alcaldessa, tinents d'alcalde, regidors, presidents i portaveus de grups, però, en canvi, van augmentar altres partides, com l'assistència als plens o comissions o les dotacions als grups municipals. No es va sotmetre a votació, tanmateix, els càrrecs de confiança, ni el nomenament dels membres dels ens autònoms municipals. En sessió extraordinària, a final de juny, es van aprovar, finalment, els càrrecs de confiança, i es van acceptar els 27 proposats pel govern, 12 dels quals serien assessors dels grups municipals -sis més dels proposats inicialment- mentre el govern tindria nou assessors i sis coordinadors de districte.

#### Relacions amb els agents socials
Amb relació a l'eix programàtic principal, fer front a l'emergència social, Sabater es va reunir el mes de juny de 2015 amb la Plataforma d'Afectats per la Hipoteca (PAH), a la qual va donar tot el seu suport, a diferència del seu predecessor, que va actuar en solitari, i si bé va aconseguir resoldre alguns casos, les seves mesures van ser poc eficaces. L'alcaldessa, a més, els va anunciar que havia contactat amb el jutge degà, perquè amb sis mesos d'antelació comuniqui a l'Ajuntament dels desnonaments, i així estudiar com resoldre cada cas. Amb la mateixa finalitat, Sabater es va reunir amb entitats bancàries per evitar un major problema d'habitatge a la ciutat, per exemple, va aconseguir el compromís de Bankia per accelerar la cessió de pisos buits per donar-los en lloguer social.
El 7 de juliol de 2015 es van reunir també amb la Federació d'Associacions de Veïns de Badalona, on es van tractar diversos temes d'interès general de la ciutat, i es va valorar positivament treballar junts consistori i moviment veïnal per analitzar els problemes de ciutat i prendre decisions de forma conjunta es va proposar un calendari de treball. Un dels temes més tractats va ser la continuïtat del canal del Gorg des del port, que va ser tema d'una altra reunió amb els afectats i veïns del barri, on el govern va confirmar el manteniment del projecte i la millora urbanística de la zona.

#### Eliminació del cos antiavalots
En l'àmbit de la seguretat, tan aviat com va començar el mandat, es va decidir suprimir la Unitat Omega de la Guàrdia Urbana, de caràcter polèmic i que servia com a policia antiavalots, adduint que els municipis no tenen competència d'ordre públic, i només servia com a propaganda de l'anterior alcalde i, a voltes, fins i tot, un abús d'autoritat de l'anterior regidor de seguretat. La patrulla Omega havia estat formada per catorze agents, es va anunciar la seva integració a patrulles convencionals, que de fet, augmenta la presència d'agents i de patrulles de la Guàrdia Urbana en horari nocturn i que, segons Sabater, «s'ajusta més a les necessitats de la ciutat», perquè permet abastar més territori; el cap de la Guàrdia Urbana Conrado Fernández també va afirmar que els canvis no suposaven una millor o pitjor seguretat per als badalonins. Amb aquesta decisió es va donar el primer pas per reorganitzar el cos en la seva totalitat, que es durà a terme de cara a setembre. A més, també es va anunciar la revisió de les ordenances cíviques de la ciutat, així com el darrer examen d'accés a la policia municipal, que se sospita que fou fraudulent, perquè les notes més altes, entre 670 aspirants, van ser els fills de dos escoltes de l'alcalde.

#### Altres mesures
Durant els primers dies de govern també va ser sonat el cessament d'Alberto Fernández Saltiveri, càrrec de confiança del PP i coordinador executiu de Badalona Comunicació, per tant cap dels mitjans públics municipals, va ser molt polèmic al final del mandat de García Albiol per haver estat el protagonista de la censura de la cançó L'Estaca durant la clausura del Festival Filmets de Badalona. En el seu lloc, ocupa el càrrec el periodista Josep Viñeta i Balsells. Altrament, Sabater va retirar a l'Ajuntament del procés judicial contra el consell d'administració, on l'oposició tenia majoria i estava favor del cessament de Saltiveri. El nou govern ha anunciat que vol que els mitjans de comunicació municipals tinguin un nou projecte de gestió de caràcter professional, de proximitat i al servei dels ciutadans.
Una altra mesura que va voler endegar el nou govern va ser restablir l'aigua a les fonts públiques, algunes de les quals havien deixat de fer servei durant el mandat de Garcia Albiol, a causa de les conductes incíviques d'alguns col·lectius, i altres, fins i tot, no tenien aigua o havien estat retirades abans. Així, el govern s'ha proposat elaborar un pla perquè la ciutat torni a gaudir de fonts a tots els barris de la ciutat, amb una reactivació progressiva de les fins aleshores anul·lades, sense aigua corrent o directament eliminades, tenint en compte l'opinió dels veïns, així com revisar l'ordenança de civisme per sancions en aquest aspecte.

#### Moció de censura
El 2018 la proposta del pressupost municipal no va prosperar al ple, amb l'oposició del PP, PSC i Cs. Atesa la situació, va decidir presentar-los de nou lligats a una qüestió de confiança. El canvi de suport es va produir a la bancada socialista, adduint que es va incomplir les condicions que els van portar a donar suport a l'elecció de Sabater com a alcaldessa: la neutralitat davant del procés sobiranista de Catalunya i fer un pressupostos més socials. El debat extraordinari, celebrat el 7 de maig de 2018, va suposar la retirada de la confiança a l'alcaldessa amb els mateixos vots en contra que abans, obrint-se un termini de 30 dies per a l'oposició per presentar un govern alternatiu. La moció de censura que va presentar el socialista Àlex Pastor López, va prosperar el 20 de juny de 2018 amb el suport del Partit Popular i Ciutadans, pel que Sabater va deixar de ser alcaldessa.

### Eleccions municipals de 2019
Un dia abans de la moció de censura presentada pels socialistes, Guanyem Badalona en Comú va reafirmar Dolors Sabater com a candidata a l'alcaldia de Badalona per a les eleccions municipals de 2019. L'abril de 2019 es va anunciar que Guanyem i ERC-Avancem-MES concorrerien junts a les eleccions amb una candidatura unitària anomenada La Badalona Valenta: Sabater encapçalaria la llista electoral i Oriol Lladó, fins llavors candidat d'ERC a l'alcaldia, n'ocuparia la segona posició. L'objectiu era recuperar l'alcaldia i evitar que la candidatura de Xavier García Albiol fos la més votada a la ciutat. Malgrat que sota la marca de La Badalona Valenta es va intentar aglutinar totes les forces polítiques que havien conformat el govern de Sabater del 2015 al 2018, finalment els representants d'ICV-EUiA van preferir concórrer amb la candidatura de Badalona en Comú Podem (BeCP), una coalició electoral entre Catalunya en Comú i Podem, antics aliats de Sabater. A causa d'aquesta transversalitat política, de cara a les eleccions generals espanyoles d'abril de 2019, Sabater va participar en els actes electorals d'ERC, d'En Comú Podem i del Front Republicà a la ciutat de Badalona.
A les eleccions municipals celebrades el 26 de maig de 2019, la coalició de La Badalona Valenta va obtenir set regidors, mantenint-se com a segona força del consistori, per darrere del Partit Popular, que va millorar resultats i en va obtenir onze. Després de tenses negociacions, amb una situació política semblant a la dels comicis del 2015, Dolors Sabater va retirar la seva candidatura al ple d'investidura del 15 de juny, per tal d'evitar que Albiol fos proclamat alcalde de forma automàtica per haver estat la llista més votada, i va facilitar amb el seu vot la reelecció del fins llavors alcalde Àlex Pastor. En el primer ple del nou Ajuntament, la coalició de La Badalona Valenta es va dissoldre, en part perquè no havien aconseguit assolir els seus objectius, de fet, la coalició va obtenir un regidor menys que a les eleccions municipals del 2015, quan les forces que la conformaven van concórrer-hi per separat, i els seus regidors van formar dos grups diferents dins del consistori: quatre regidors per a GBeC i tres per a ERC-Avancem-MES. Segons algunes fonts, la decisió de dissoldre la coalició va ser presa de forma unilateral per l'assemblea local d'ERC sense el coneixement de Guanyem.
Arran de la dimissió d'Àlex Pastor com a alcalde i regidor de Badalona, després d'haver estat detingut pels Mossos d'Esquadra, el 21 d'abril del 2020, per conduir amb símptomes d'embriaguesa i haver-se saltat el confinament decretat per la pandèmia de coronavirus, es va convocar un nou ple d'investidura per escollir el seu successor el 12 de maig del 2020. A causa del desacord entre les diverses forces polítiques d'esquerres, especialment entre Guanyem, el PSC i ERC, cap dels tres candidats a l'alcaldia - Xavier García Albiol, Dolors Sabater i Rubén Guijarro - no va obtenir la majoria necessària per a ser investit; d'aquesta manera, tal com estableix la llei, el candidat de la llista més votada a les eleccions del 2019, Xavier García Albiol, fou proclamat automàticament alcalde de Badalona.

### Guanyem Catalunya
A finals del 2020 va transcendir la voluntat de Sabater i altres líders de Guanyem Badalona en Comú de replicar el seu model electoral a escala nacional de cara a les eleccions al Parlament de Catalunya de 2021 i futures convocatòries. La intenció de la nova plataforma electoral seria traslladar la seva experiència municipalista a escala nacional, tot oferint un espai de trobada entre independentistes i federalistes que tinguin en comú la defensa del dret a l'autodeterminació. A imatge del partit local de Sabater, Guanyem Catalunya pretén agrupar en una mateixa candidatura una àmplia representació de partits sobiranistes i d'esquerres com ara la CUP, Anticapitalistes i Comunistes de Catalunya, però també Procés Constituent.
Tal com consta en algunes converses intervingudes a l'Operació Volhov, tant la CUP com ERC havien sondejat, prèviament, la possibilitat d'incloure Dolors Sabater a les seves llistes de cara a les eleccions del 14 de febrer de 2021. Tanmateix, malgrat que Sabater havia descartat concórrer a les llistes d'un partit ja existent, amb la voluntat de crear un nou «espai ampli i plural» que no competís amb les forces que li donaven suport, finalment es va confirmar que seria la cap de llista de la CUP després d'un acord entre aquesta formació i Guanyem Catalunya.
Sabater va declarar que en cas de ser escollida diputada deixaria de ser regidora de l'ajuntament de Badalona, cosa que va fer abans del ple de constitució del Parlament de la XIII legislatura catalana, on la candidatura conjunta de la CUP-Guanyem Catalunya va obtenir 9 representants.

## Obres

### Articles
- «L'etapa de l'Associació de Veïns del Centre. Primers apunts d'aproximació» a Carrer dels Arbres, núm. 22 (2012): 3a època.[66]

### Publicacions
- El fanalet d'en Tasi. Autopublicat amb Anna Riera, 2014.[67]